# Mumien vaknar
Mumien vaknar (originaltitel: The Mummy) är en amerikansk skräckfilm från 1932, regisserad av Karl Freund, med Boris Karloff i rollen som mumien som av misstag väcks av en arkeologisk expedition. Filmen blev en stor succé vilket bidrog till att Universal producerade fyra andra mumie-filmer. Mumiens hämnd (1940), Mumiens grav (1942), Mumiens ande (1944) och Mumiens förbannelse (1944). Dessa filmer följer dock inte handlingen från den första filmen utan handlar om en annan mumie vid namn Kharis.

## Handling
Den länge döda egyptiska prästen Imhotep (Boris Karloff) väcks till liv när en arkeologisk expedition under ledning av Sir Joseph Whemple (Arthur Byron) finner hans mumie. Trots varningar från Whemples vän Dr. Muller (Edward Van Sloan) läser Sir Josephs assistent Ralph Norton (Bramwell Fletcher) högt upp en uråldrig trollformel för att väcka de döda. Imhotep väcks till liv. Han tar med sig Thots magiska rullverk och letar i Kairo efter den reinkarnerade själen av kvinnan han älskade, prinsessan Ankh-es-en-amon.
Imhotep söker tio år senare upp Sir Josephs son Frank (David Manners) och Professor Pearson (Leonard Mudie). Han verkar nu se ut som vilken modern egyptier som helst och ger de båda männen information om var de kan gräva efter Ankh-es-en-amons grav. Arkeologerna finner graven och lämnar över mumien och skatterna till ett museum i Kairo. Imhotep har nu bara ett fåtal steg kvar till att återförenas med sin älskade prinsessa.

## Om filmen
En remake av filmen spelades in 1959 av Hammer Horror med Christopher Lee som Mumiens hämnd samt 1999 (Mumien) med Arnold Vosloo i rollen som mumien.

## Rollista
| Boris Karloff     | – Imhotep/Ardath Bey               |
| Zita Johann       | – Helen Grosvenor                  |
| David Manners     | – Frank Whemple                    |
| Arthur Byron      | – Sir Joseph Whemple               |
| Edward Van Sloan  | – Dr. Muller                       |
| Bramwell Fletcher | – Ralph Norton                     |
| Noble Johnson     | – Den nubiske tjänaren             |
| Kathryn Byron     | – Frau Muller                      |
| Leonard Mudie     | – Prof. Pearson                    |
| James Crane       | – farao Amenophis                  |
| Henry Victor      | – Saxisk krigare (bortklippt scen) |